# Tapper
Tapper (также известная как Root Beer Tapper) — аркадная компьютерная игра, выпущенная в 1983 году, компанией Bally Midway. Цель игры — подавать пиво и собирать пустые кружки и чаевые.

## Описание
Игрок выполняет роль бармена. Игрок должен подавать пиво жаждущим его посетителям, пока они не потеряли терпение.
На игровом поле находится четыре барных стойки. Посетители периодически появляются в конце стойки, противоположной игроку, и требуют выпивки. Игрок должен налить и подать выпивку посетителю, медленно продвигающемуся к игроку. Если посетители достигнут конца стойки, они схватят бармена и выбросят его из бара, а у игрока будет отнята жизнь.
Игрок наполняет кружку у одного из четырёх кегов. Наполнив кружку, игрок отпускает кнопку, что автоматически направляет кружку к приближающемуся посетителю. Посетители ловят кружки, приближающиеся к ним, если они уже не пьют пиво или не отвлечены чем-то ещё. Если посетитель не поймал кружку (например, если он уже пьёт, отвлёкся или отсутствует), она сваливается с конца стойки, что также приводит к потере жизни. Если посетитель поймал кружку, он отталкивается немного назад к противоположному концу экрана. Целью игры является вытолкнуть посетителя с экрана. Если это сделать не удалось, посетитель останется и будет пить на месте. Когда он закончит пить, он бросит пустую кружку в обратную сторону, после чего начнёт двигаться к игроку. Игрок должен ловить пустые кружки, прежде чем они свалятся с края стойки, так как это также приводит к потере жизни.
По мере продвижения по уровням, посетители начинают появляться чаще, движутся быстрее и отбрасываются назад на более короткое расстояние, когда получают выпивку. Кроме того, увеличивается максимальное число посетителей, присутствующих в баре.
После завершения уровней происходит мини-игра в напёрстки: отталкивающего вида тип в маске трясёт банки пива, а затем перемешивает их (меняет местами случайным образом на глазах игрока). После этого нужно найти ту единственную банку, которую тип не тряс и соответственно она не обольёт бармена.

## Версии
Было выпущено несколько вариантов игры с похожим игровым процессом, но разной графикой и музыкой. Первая версия была выпущена с брендированием Budweiser, а в 1984 году была выпущена версия Root Beer Tapper, в которой пиво было заменено безалкогольным напитком (корневое пиво). В версии для Atari 8-bit рекламируется напиток Mountain Dew. В версии ZX Spectrum рекламируется Pepsi.

## Оценки и мнения
| Сводный рейтинг    | Сводный рейтинг | Сводный рейтинг | Сводный рейтинг |
| Издание            | Оценка          | Оценка          | Оценка          |
| Издание            | Commodore 64    | Xbox 360        | ZX Spectrum     |
| ------------------ | --------------- | --------------- | --------------- |
| GameRankings       | N/A             | 58,20 %         | N/A             |
| Иноязычные издания |                 |                 |                 |
| Издание            | Оценка          | Оценка          | Оценка          |
| Издание            | Commodore 64    | Xbox 360        | ZX Spectrum     |
| CVG                | 37/40           | N/A             | 37/40           |